# 世界哥德日
世界哥德日（英語：World Goth Day）於每年5月22日慶祝。世界哥德日官方網站將其定義為「哥德場景慶祝自身存在的一天，也是向世界其他地方展示其存在的機會。」
世界哥德日於2009年起源於英國，最初名為哥德日（Goth Day），是對哥德次文化的一次較小規模的慶祝活動，其靈感來自BBC廣播6台播出的一組特別節目。這些節目計劃在2009年5月的一週內重點關注各種音樂次文化，其中包括哥德音樂，於5月22日播出。
英國哥德DJ Lee Meadows（又名 DJ Cruel Britannia，現名BatBoy Slim）在Myspace部落格中提出了發起哥德日的想法，獲得非常積極的反響。2010年，他和來自倫敦的哥特DJ martin oldgoth決定將這一概念推向全球，既是「為了找點樂子」，也是為了在哥德社區內營造一種積極和團結的氛圍。因此，他們創建了一個官方網站和社交媒體，目的是宣傳世界哥德日的理念，並提供一份在5月22日或其前後舉行的國際活動的綜合清單。約翰·霍利（John Holley）也在此時加入了世界哥德日官方Facebook頁面的運作工作，並將繼續負責該頁面的運作。
世界哥德日慶祝哥德次文化的各個面向。透過時裝表演、藝術展覽和音樂表演來慶祝時尚、音樂和藝術等文化的各個方面。許多活動都有當地的哥德樂團參加，有些活動還帶有慈善性質。在英國和澳洲舉辦的活動支持英國索菲·蘭開斯特基金會等受人喜愛的慈善機構，該基金會致力於遏止對次文化的偏見和仇恨。

## 外部連結
- 官方网站
- "World Goth Day: British Goths on what 22 May means to them" （页面存档备份，存于） at Metro, 2018
- "Get Your Goth On: World Goth Day Returns" （页面存档备份，存于） at bryanreesman.com, 2011
- Every Day Is World Goth Day (But Especially Today)，存档于（存檔日期 2023-08-26） The Hairpin, 2015